# Discografia di Rkomi
La discografia di Rkomi, rapper e cantautore italiano, è composta da cinque album in studio (tra cui uno inciso con Irama), uno dal vivo, un mixtape, quattro EP, quarantadue singoli e venticinque video musicali (inclusi quelli come artista ospite), pubblicati dal 2013.

## Album

### Album in studio
| Anno                                                         | Titolo                                                                                               | Classifiche | Classifiche | Certificazioni     | Unità           |
| Anno                                                         | Titolo                                                                                               | ITA         | SWI         | Certificazioni     | Unità           |
| ------------------------------------------------------------ | --- | ----------- | ----------- | ------------------ | --------------- |
| 2017                                                         | Io in terra - Pubblicato: 8 settembre 2017 - Etichetta: Universal                                    | 1           | —           | - ITA: Platino     | - ITA: 50 000+  |
| 2019                                                         | Dove gli occhi non arrivano - Pubblicato: 22 marzo 2019 - Etichetta: Island, Universal, Thaurus      | 1           | —           | - ITA: Platino (2) | - ITA: 100 000+ |
| 2021                                                         | Taxi Driver - Pubblicato: 30 aprile 2021 - Etichetta: Island, Universal, Thaurus                     | 1           | 31          | - ITA: Platino (8) | - ITA: 400 000+ |
| 2023                                                         | No Stress (con Irama) - Pubblicato: 7 luglio 2023 - Etichetta: Island, Universal, Warner Music Italy | 2           | —           | - ITA: Oro         | - ITA: 25 000+  |
| 2025                                                         | Decrescendo - Pubblicato: 23 maggio 2025 - Etichetta: Island, Universal                              | 3           | 100         |                    |                 |
| "—" indica una pubblicazione non classificata in quel paese. | |             |             |                    |                 |

### Album dal vivo
| Anno | Titolo                                                                                     |
| ---- | ------------------------------------------------------------------------------------------ |
| 2021 | Taxi Driver (MTV Unplugged) - Pubblicato: 24 settembre 2021 - Etichetta: Island, Universal |

## Mixtape
| Anno | Titolo                                |
| ---- | ------------------------------------- |
| 2014 | Calvairate Mixtape - Pubblicato: 2014 |

## Extended play
| Anno                                                         | Titolo                                                                                   | Classifiche | Certificazioni | Unità          |
| Anno                                                         | Titolo                                                                                   | ITA         | Certificazioni | Unità          |
| ------------------------------------------------------------ | ---------------------------------------------------------------------------------------- | ----------- | -------------- | -------------- |
| 2013                                                         | Cugini bella vita (con Pablo Asso) - Pubblicato: 21 novembre 2013                        | —           |                |                |
| 2016                                                         | Dasein Sollen - Pubblicato: 13 ottobre 2016 - Etichetta: Digital Distribution            | 87          | - ITA: Oro     | - ITA: 25 000+ |
| 2018                                                         | Ossigeno - EP - Pubblicato: 13 luglio 2018 - Etichetta: Island, Universal, Thaurus       | 2           | - ITA: Platino | - ITA: 50 000+ |
| 2020                                                         | ...dal vivo (Live in Milano) - Pubblicato: 23 aprile 2020 - Etichetta: Island, Universal | —           |                |                |
| "—" indica una pubblicazione non classificata in quel paese. |                                                                                          |             |                |                |

## Singoli

### Come artista principale
| Anno                                                         | Titolo                                                                   | Classifiche | Certificazioni     | Unità           | Album di provenienza        |
| Anno                                                         | Titolo                                                                   | ITA         | Certificazioni     | Unità           | Album di provenienza        |
| ------------------------------------------------------------ | ------------------------------------------------------------------------ | ----------- | ------------------ | --------------- | --------------------------- |
| 2016                                                         | Aeroplanini di carta (feat. Izi)                                         | —           | - ITA: Platino     | - ITA: 50 000+  | Dasein Sollen               |
| 2017                                                         | Liam Gallagher                                                           | 80          |                    |                 | Dasein Sollen               |
| 2017                                                         | Rossetto (Intro)                                                         | —           |                    |                 | Dasein Sollen               |
| 2017                                                         | Solo                                                                     | 65          | - ITA: Oro         | - ITA: 35 000+  | Io in terra                 |
| 2017                                                         | Apnea                                                                    | 48          | - ITA: Platino (2) | - ITA: 200 000+ | Io in terra                 |
| 2017                                                         | Mai più                                                                  | 19          | - ITA: Platino     | - ITA: 50 000+  | Io in terra                 |
| 2017                                                         | Milano Bachata (feat. Marracash)                                         | 9           | - ITA: Platino (2) | - ITA: 100 000+ | Io in terra                 |
| 2018                                                         | Acqua calda e limone (feat. Ernia)                                       | 45          | - ITA: Platino     | - ITA: 70 000+  | Ossigeno - EP               |
| 2018                                                         | Non ho mai avuto la mia età                                              | 68          |                    |                 | /                           |
| 2019                                                         | Blu (feat. Elisa)                                                        | 9           | - ITA: Platino (2) | - ITA: 140 000+ | Dove gli occhi non arrivano |
| 2019                                                         | Visti dall'alto (feat. Dardust)                                          | 13          | - ITA: Platino     | - ITA: 70 000+  | Dove gli occhi non arrivano |
| 2019                                                         | Canzone (feat. Jovanotti)                                                | 23          |                    |                 | Dove gli occhi non arrivano |
| 2020                                                         | Nuove strade (con Ernia, Madame, Gaia, Samurai Jay e Andry the Hitmaker) | 51          |                    |                 | /                           |
| 2021                                                         | Ho spento il cielo (feat. Tommaso Paradiso)                              | 13          | - ITA: Platino     | - ITA: 70 000+  | Taxi Driver                 |
| 2021                                                         | Partire da te                                                            | 7           | - ITA: Platino (4) | - ITA: 400 000+ | Taxi Driver                 |
| 2021                                                         | Luna piena (con Irama e Shablo)                                          | 12          | - ITA: Platino (5) | - ITA: 500 000+ | Taxi Driver                 |
| 2021                                                         | La coda del diavolo (feat. Elodie)                                       | 1           | - ITA: Platino (6) | - ITA: 600 000+ | Taxi Driver                 |
| 2022                                                         | Insuperabile                                                             | 6           | - ITA: Platino (3) | - ITA: 300 000+ | Taxi Driver                 |
| 2022                                                         | Ossa rotte                                                               | 44          | - ITA: Oro         | - ITA: 50 000+  | Taxi Driver                 |
| 2023                                                         | Hollywood (con Irama e Shablo)                                           | 17          | - ITA: Platino (2) | - ITA: 200 000+ | No Stress                   |
| 2023                                                         | Sulla pelle (con Irama)                                                  | —           |                    |                 | No Stress                   |
| 2024                                                         | Odio, quindi sono                                                        | —           |                    |                 | /                           |
| 2025                                                         | Il ritmo delle cose                                                      | 10          | - ITA: Oro         | - ITA: 100 000+ | Decrescendo                 |
| 2025                                                         | Apnea da un po'                                                          | 42          |                    |                 | Decrescendo                 |
| 2025                                                         | L'ultima infedeltà                                                       | 96          |                    |                 | Decrescendo                 |
| 2025                                                         | Dirti no                                                                 | 63          |                    |                 | Decrescendo                 |
| "—" indica una pubblicazione non classificata in quel paese. |                                                                          |             |                    |                 |                             |

### Come artista ospite
| Anno                                                         | Titolo                                                                | Classifiche | Certificazioni     | Unità           | Album di provenienza                  |
| Anno                                                         | Titolo                                                                | ITA         | Certificazioni     | Unità           | Album di provenienza                  |
| ------------------------------------------------------------ | --------------------------------------------------------------------- | ----------- | ------------------ | --------------- | ------------------------------------- |
| 2016                                                         | Fuck Tomorrow (The Night Skinny feat. Rkomi)                          | —           |                    |                 | Pezzi                                 |
| 2017                                                         | Pezzi (The Night Skinny feat. Gué Pequeno, Rkomi)                     | 43          |                    |                 | Pezzi                                 |
| 2017                                                         | Bimbi (Charlie Charles feat. Izi, Rkomi, Sfera Ebbasta, Tedua, Ghali) | 3           | - ITA: Platino (2) | - ITA: 100 000+ | /                                     |
| 2018                                                         | Business Class (Marracash feat. Rkomi)                                | 19          | - ITA: Oro         | - ITA: 25 000+  | Marracash                             |
| 2019                                                         | Acquagym (Ackeejuice Rockers feat. Rkomi)                             | —           | - ITA: Oro         | - ITA: 50 000+  | /                                     |
| 2019                                                         | Oblò (Bresh feat. Rkomi)                                              | —           |                    |                 | Che io mi aiuti                       |
| 2019                                                         | Blu Part II (Elisa feat. Rkomi)                                       | 75          | - ITA: Oro         | - ITA: 35 000+  | Diari aperti (Segreti svelati)        |
| 2019                                                         | Vento sulla Luna (Annalisa feat. Rkomi)                               | 74          |                    |                 | Nuda                                  |
| 2020                                                         | Colori (Tedua feat. Rkomi)                                            | 7           | - ITA: Oro         | - ITA: 35 000+  | Vita vera mixtape                     |
| 2022                                                         | Quello che manca (Elisa feat. Rkomi)                                  | 48          |                    |                 | Ritorno al futuro/Back to the Future  |
| 2022                                                         | 5 gocce (Irama feat. Rkomi)                                           | 3           | - ITA: Platino (5) | - ITA: 500 000+ | Il giorno in cui ho smesso di pensare |
| 2022                                                         | Parli di me (Bresh feat. Rkomi)                                       | 35          |                    |                 | Oro blu                               |
| 2022                                                         | Per averti (Pyrex feat. Rkomi)                                        | 47          | - ITA: Oro         | - ITA: 50 000+  | Love Is War                           |
| 2024                                                         | Good Girl (Night Skinny feat. Rkomi, Ernia e Bresh)                   | 18          |                    |                 | Containers                            |
| 2024                                                         | Fuck Tomorrow 2 (Night Skinny feat. Rkomi e Karakaz)                  | —           |                    |                 | Containers                            |
| 2025                                                         | Sto bene al mare (Marco Mengoni feat. Sayf e Rkomi)                   | 21          |                    |                 | /                                     |
| "—" indica una pubblicazione non classificata in quel paese. |                                                                       |             |                    |                 |                                       |

## Altri brani entrati in classifica e/o certificati
| Anno                                                         | Titolo                                               | Classifiche | Certificazioni     | Unità           | Album di provenienza        |
| Anno                                                         | Titolo                                               | ITA         | Certificazioni     | Unità           | Album di provenienza        |
| ------------------------------------------------------------ | ---------------------------------------------------- | ----------- | ------------------ | --------------- | --------------------------- |
| 2016                                                         | Oh mama                                              | —           | - ITA: Platino     | - ITA: 50 000+  | Dasein Sollen               |
| 2016                                                         | 0 (con Tedua)                                        | —           | - ITA: Oro         | - ITA: 25 000+  | Dasein Sollen               |
| 2017                                                         | Io in terra                                          | 84          |                    |                 | Io in terra                 |
| 2017                                                         | Verme (feat. Noyz Narcos)                            | 36          | - ITA: Oro         | - ITA: 25 000+  | Io in terra                 |
| 2017                                                         | La solitudine                                        | 57          |                    |                 | Io in terra                 |
| 2017                                                         | Brr Brr                                              | 39          | - ITA: Oro         | - ITA: 25 000+  | Io in terra                 |
| 2017                                                         | Origami                                              | 45          | - ITA: Oro         | - ITA: 25 000+  | Io in terra                 |
| 2017                                                         | Peaky Blinders                                       | 63          |                    |                 | Io in terra                 |
| 2017                                                         | Farei un figlio                                      | 67          |                    |                 | Io in terra                 |
| 2017                                                         | Maddalena Corvaglia                                  | 82          |                    |                 | Io in terra                 |
| 2017                                                         | Mirko no                                             | 91          |                    |                 | Io in terra                 |
| 2018                                                         | Vuoi una mano?                                       | 59          |                    |                 | Ossigeno - EP               |
| 2018                                                         | Solletico (feat. Tedua, Night Skinny)                | 28          | - ITA: Platino     | - ITA: 50 000+  | Ossigeno - EP               |
| 2018                                                         | Per un pugno di emozioni                             | 61          |                    |                 | Ossigeno - EP               |
| 2018                                                         | Ossigeno                                             | 49          | - ITA: Oro         | - ITA: 25 000+  | Ossigeno - EP               |
| 2019                                                         | Dove gli occhi non arrivano                          | 16          | - ITA: Oro         | - ITA: 25 000+  | Dove gli occhi non arrivano |
| 2019                                                         | La U                                                 | 33          |                    |                 | Dove gli occhi non arrivano |
| 2019                                                         | Boogie Nights (feat. Ghali)                          | 15          | - ITA: Oro         | - ITA: 25 000+  | Dove gli occhi non arrivano |
| 2019                                                         | Impressione (feat. Carl Brave)                       | 21          |                    |                 | Dove gli occhi non arrivano |
| 2019                                                         | Alice                                                | 31          |                    |                 | Dove gli occhi non arrivano |
| 2019                                                         | Per un no                                            | 36          |                    |                 | Dove gli occhi non arrivano |
| 2019                                                         | Gioco                                                | 32          |                    |                 | Dove gli occhi non arrivano |
| 2019                                                         | Mon Cheri (feat. Sfera Ebbasta)                      | 6           | - ITA: Platino     | - ITA: 50 000+  | Dove gli occhi non arrivano |
| 2019                                                         | Cose che capitano                                    | 35          |                    |                 | Dove gli occhi non arrivano |
| 2019                                                         | Mikado                                               | 37          |                    |                 | Dove gli occhi non arrivano |
| 2021                                                         | Intro                                                | 73          |                    |                 | Taxi Driver                 |
| 2021                                                         | Me o le mie canzoni? (feat. Gazzelle e Night Skinny) | 15          | - ITA: Platino     | - ITA: 100 000+ | Taxi Driver                 |
| 2021                                                         | Diecimilavoci (feat. Ariete)                         | 16          | - ITA: Platino     | - ITA: 70 000+  | Taxi Driver                 |
| 2021                                                         | Nuovo Range (feat. Sfera Ebbasta)                    | 1           | - ITA: Platino (6) | - ITA: 600 000+ | Taxi Driver                 |
| 2021                                                         | Paradiso vs. Inferno (Interlude) (feat. Roshelle)    | 26          |                    |                 | Taxi Driver                 |
| 2021                                                         | Sopra le canzoni (feat. Dardust)                     | 29          | - ITA: Oro         | - ITA: 50 000+  | Taxi Driver                 |
| 2021                                                         | 10 ragazze (feat. Ernia e Mace)                      | 6           | - ITA: Platino (2) | - ITA: 140 000+ | Taxi Driver                 |
| 2021                                                         | Mare che non sei (feat. Gaia)                        | 30          | - ITA: Oro         | - ITA: 35 000+  | Taxi Driver                 |
| 2021                                                         | Solo con me (feat. Tommy Dali)                       | 39          |                    |                 | Taxi Driver                 |
| 2021                                                         | Cancelli di mezzanotte (feat. Chiello)               | 24          | - ITA: Platino     | - ITA: 100 000+ | Taxi Driver                 |
| 2021                                                         | Taxi Driver                                          | 34          | - ITA: Oro         | - ITA: 50 000+  | Taxi Driver                 |
| 2022                                                         | Maleducata (feat. Dargen D'Amico)                    | 56          | - ITA: Oro         | - ITA: 50 000+  | Taxi Driver                 |
| 2023                                                         | Sexy (con Irama feat. Guè)                           | 45          |                    |                 | No Stress                   |
| 2025                                                         | Non c'è amore (feat. Lazza)                          | 36          |                    |                 | Decrescendo                 |
| 2025                                                         | Vent'anni (feat. Tedua)                              | 50          |                    |                 | Decrescendo                 |
| 2025                                                         | 10 secondi (feat. Nayt)                              | 91          |                    |                 | Decrescendo                 |
| 2025                                                         | Brutti ricordi (feat. Bresh)                         | 60          |                    |                 | Decrescendo                 |
| "—" indica una pubblicazione non classificata in quel paese. |                                                      |             |                    |                 |                             |

## Collaborazioni
| Anno | Titolo                              | Artista principale                                      | Album di provenienza        |
| ---- | ----------------------------------- | ------------------------------------------------------- | --------------------------- |
| 2016 | Ancora                              | Disme                                                   | Vivo male mixtape           |
| 2016 | Scarpe coi freni freestyle          | Tedua                                                   | Orange County Mixtape       |
| 2017 | 00                                  | Tedua                                                   | Orange County California    |
| 2017 | Il ritorno delle stelle             | Dargen D'Amico e Isabella Turso (feat. Tedua e Izi)     | Variazioni                  |
| 2017 | Madonna                             | Ernia                                                   | Come uccidere un usignolo   |
| 2017 | Fr4telli                            | Tobe e Tinez (feat. Giaime)                             | /                           |
| 2017 | Sisinomah!                          | The Night Skinny                                        | Pezzi                       |
| 2018 | Matanza                             | Noyz Narcos                                             | Enemy                       |
| 2019 | Saluti                              | The Night Skinny (feat. Gué Pequeno e Fabri Fibra)      | Mattoni                     |
| 2019 | Novità                              | The Night Skinny (feat. Ernia e Tedua)                  | Mattoni                     |
| 2019 | Prometto                            | The Night Skinny (feat. Luchè)                          | Mattoni                     |
| 2019 | Fare chiasso                        | The Night Skinny (feat. Quentin40)                      | Mattoni                     |
| 2019 | .Rosso                              | The Night Skinny (feat. Madame)                         | Mattoni                     |
| 2019 | Lascia un segno                     | Fabri Fibra (feat. Ernia)                               | Il tempo vola 2002-2020     |
| 2020 | Maldito día Remix                   | Elettra Lamborghini                                     | Twerking Queen              |
| 2020 | Londra                              | Rosa Chemical                                           | Forever                     |
| 2020 | Puro Sinaloa                        | Ernia (feat. Tedua e Lazza)                             | Gemelli                     |
| 2020 | Over 2.5                            | Vaz Tè (feat. Tedua)                                    | VT2M                        |
| 2020 | Canzoni d'amore                     | Samurai Jay                                             | Lacrime                     |
| 2020 | Ferrari blue                        | CoCo                                                    | Floridiana                  |
| 2021 | Non vivo più sulla terra            | Mace (feat. Venerus)                                    | OBE                         |
| 2021 | Acqua                               | Mace (feat. Madame)                                     | OBE                         |
| 2021 | Namastè                             | Venerus (feat. Mace)                                    | Magica musica               |
| 2021 | Più lei che noi                     | Emis Killa e Jake La Furia                              | 17 - Dark Edition           |
| 2021 | Bugie                               | Madame (feat. Carl Brave)                               | Madame                      |
| 2021 | Amy                                 | TY1                                                     | Djungle                     |
| 2021 | Cuore dollari                       | Junior K e Rkomi                                        | Red Bull 64 Bars, the Album |
| 2021 | Rotolando verso sud (MTV Unplugged) | Negrita                                                 | MTV Unplugged               |
| 2022 | Così soli/quando trovo me stesso    | Sina                                                    | Vortici                     |
| 2022 | Diavolo                             | The Night Skinny (feat. Bnkr44, Ghali e Tedua)          | Botox                       |
| 2022 | Marciapiede                         | The Night Skinny (feat. Ernia e Tony Effe)              | Botox                       |
| 2022 | Addio                               | The Night Skinny (feat. Ernia, Gazzelle e Mahmood)      | Botox                       |
| 2022 | Per la strada                       | The Night Skinny (feat. Coez e Guè)                     | Botox                       |
| 2022 | Così non va                         | The Night Skinny (feat. Bnkr44, Elisa, Gaia e Madame)   | Botox                       |
| 2022 | Marmellata                          | The Night Skinny (feat. Carl Brave, Pyrex e VillaBanks) | Botox                       |
| 2022 | Rock & rolla                        | Thasup                                                  | Carattere speciale          |
| 2022 | Qualcosa che manca                  | Ernia                                                   | Io non ho paura             |
| 2023 | Free                                | Guè (feat. Marracash)                                   | Madreperla                  |
| 2023 | Anime libere                        | Tedua (feat. Bresh)                                     | La Divina Commedia          |
| 2024 | Metà di qualcosa                    | Dargen D'Amico (feat. Vincenzo Fasano)                  | Ciao America                |
| 2024 | Nuovo me                            | Mace (feat. Bresh, Iako)                                | Māyā                        |
| 2024 | Non mi vedi                         | Baby Gang (feat. Fabri Fibra, Ernia e Geolier)          | L'angelo del male           |
| 2024 | Così                                | Lorenzza                                                | A Lorenzza                  |
| 2025 | L'ultimo giorno del mondo           | Jake La Furia (feat. Guè)                               | Fame                        |
| 2025 | Non si può                          | Shablo (feat. Joshua)                                   | Manifesto                   |

## Video musicali
| Anno | Titolo                 | Regista/i                                     |
| ---- | ---------------------- | --------------------------------------------- |
| 2016 | Dasein Sollen          | Alexander Coppola                             |
| 2016 | Sul serio              | Alexander Coppola                             |
| 2016 | Sissignore             | Alexander Coppola                             |
| 2016 | 180                    | Alexander Coppola                             |
| 2016 | Aeroplanini di carta   | Alexander Coppola                             |
| 2016 | Oh Mama                | Alexander Coppola                             |
| 2016 | Fuck Tomorrow          | Edoardo Bolli e Antonio Ragni                 |
| 2017 | Rossetto (Intro)       | Alexander Coppola                             |
| 2017 | Bimbi                  | Orazio Guarino                                |
| 2017 | Solo                   | Dario Garegnani                               |
| 2017 | Apnea                  | Dario Garegnani                               |
| 2017 | Mai più                | Edoardo Bolli e Lorenzo Casadio               |
| 2017 | Milano Bachata         | Martina Pastori ed Edoardo Bolli              |
| 2018 | Acqua calda e limone   | Orazio Guarino                                |
| 2018 | Non ho mai avuto l'età | Pietro Cocco                                  |
| 2019 | Visti dall'alto        | Theodor Guelat                                |
| 2019 | Vento sulla luna       | Enea Colombi                                  |
| 2021 | Ho spento il cielo     | Antonio Usbergo e Niccolò Celaia (YouNuts!)   |
| 2021 | Fottuta canzone        | Andrea Santaterra e Lorenzo Silvestri (Bendo) |
| 2022 | Insuperabile           | Antonio Usbergo e Niccolò Celaia (YouNuts!)   |
| 2022 | Ossa rotte             | Marc Lucas e Igor Grbesic                     |
| 2025 | Il ritmo delle cose    | Giulio Squillacciotti                         |
| 2025 | Apnea da un po'        | Alexander Coppola e Tia Silvestrini           |
| 2025 | L'ultima infedeltà     | —                                             |
| 2025 | Sto bene al mare       | Giulio Rosati                                 |